# 学校法人東海大学甲府学園
学校法人東海大学甲府学園（がっこうほうじんとうかいだいがくこうふがくえん）とは、1957年に創立された学校法人。現在は、高等学校の1校を設置しており、学校法人東海大学と連携校を結んでいる。

## 沿革
- 1946年4月 - 塩山市に山梨高等経理学園を開校。
- 1947年4月 - 校名を山梨高等経理学校に改称。
- 1949年 - 財団法人山梨高等経理学校認可。
- 1950年12月 - 学校法人山梨高等経理学校認可。
- 1951年4月 - 校名を山梨高等商業学校に変更。
- 1955年5月 - 校名を山梨経理専修学校に改称。
- 1956年3月 - 山梨経理専修学校甲府校設置。
- 1957年3月 - 法人名を学校法人芙蓉学園に改称。山梨経理専修学校甲府校を廃止、山梨商業高等学校設置。
- 1964年2月 - 東洋大学と提携。法人名を学校法人東洋大学芙蓉学園に改称。甲府校を東洋大学第三高等学校に校名変更。
- 1970年 - 法人名を学校法人芙蓉学園に改称。
- 1974年4月 - 東海甲府高等学校に校名変更。東海大学と提携。
- 1977年4月 - 東海大学甲府高等学校に校名変更。
- 1978年12月 - 法人名を学校法人東海大学甲府学園に改称。
- 2014年4月 - 東海大学付属甲府高等学校に校名変更。

## 建学の精神
- 若き日に 汝の思想を培え
- 若き日に 汝の体躯を養え
- 若き日に 汝の智能を磨け
- 若き日に 汝の希望を星につなげ

## 設置教育機関
- 高等学校
  - 東海大学付属甲府高等学校

## 旧設置教育機関
- 高等学校
  - 東洋大学第三高等学校